# Средний Рук
Средний Рук (или Средний Рок, осет. Астæуккаг Рукъ, груз. შუა როკა, Шуа-Рока) — село в Закавказье, расположено в Дзауском районе Южной Осетии, фактически контролирующей его; согласно юрисдикции Грузии — в Джавском муниципалитете.
Село находится к югу от Рокского туннеля, соединяющего Северную и Южную Осетии. Является частью сельского поселения (цепочки селений) Рук, наряду с расположенным севернее селом Верхний Рук и расположенным южнее селом Нижний Рук. Центр села составляет населённый пункт Архыбыл (осет. Æрхыбыл).

## Население
Село населено этническими осетинами. В 1987 году — 75 человек.

### Топографическая карта
Лист карты K-38-53 пер. Крестовый. Масштаб: 1 : 100 000. Состояние местности на 1987 год. Издание 1989 г.